# モンテカルロ・フィルハーモニー管弦楽団
モンテカルロ・フィルハーモニー管弦楽団（モンテカルロ・フィルハーモニーかんげんがくだん、フランス語: Orchestre Philharmonique de Monte-Carlo）は、モナコのモンテカルロに本拠を置くオーケストラ。モンテカルロ歌劇場（Opéra de Monte-Carlo）でのオペラ公演も行う。

## 概要
1856年に設立される。
オペラ公演時は「モンテカルロ国立歌劇場管弦楽団」を名乗っていたが、1980年に現在名に統一され、モナコ王室の庇護の下、その規模を拡大し、創設150周年を迎えた。
F1で有名なトンネル内入口のあるオーディトリアム・レーニエ3世を本拠地に、モンテカルロ歌劇場、グリマルディ・フォーラムの3カ所で定期公演を行っているほか、毎年夏に宮殿の中庭にてオープンエアの演奏会を開催している。人口3万の小都市ながらロンドンやパリの有名オケをも上回る92名のフル編成を誇り、観光地の一翼を担っている。
戦前、リヒャルト・シュトラウスが自作曲の指揮のため訪れ、戦後はアルトゥール・ルビンシュタイン、ウラディミール・ホロヴィッツ、ユーディ・メニューイン、アイザック・スターン、ジャン＝ピエール・ランパルなどがソリストとして共演、指揮者ではシャルル・ミュンシュ、トーマス・ビーチャム、レナード・バーンスタイン、キリル・コンドラシンなど錚々たる顔ぶれが登場している。
1967年から5年間、音楽の魔術師と異名をとったイーゴリ・マルケヴィチが音楽監督として楽団の水準を引き上げ、73年からはロヴロ・フォン・マタチッチがその後を継いだ。90年以降は、ジャンルイジ・ジェルメッティ、ジェームズ・デプリースト、マレク・ヤノフスキ、ヤコフ・クライツベルクといった現代の音楽界を代表する俊英の指揮者が音楽監督を務めてきた。2016年9月から山田和樹が音楽監督兼芸術監督を務めている。

## 録音
代表的なレコーディングとして、ファウスト・クレヴァ指揮でカタラーニ『ワリー』全曲や、フレモー指揮でベルリオーズ『幻想交響曲』、リチャード・ボニング指揮でアダン『ジゼル』全曲、マタチッチ指揮・リヒテル独奏でシューマンとグリーグのピアノ協奏曲などがある。

## 歴代音楽監督・首席指揮者等
- ポール・パレー (1928 - 1933)
- アンリ・トマジ (1946 - 1947)
- ルイ・フレモー (1956 - 1965)
- クラウディオ・シモーネ (1965 - 1967)
- イーゴリ・マルケヴィチ (1967 - 1972)
- ロヴロ・フォン・マタチッチ (1972 - 1979)
- ローレンス・フォスター (1980 - 1990)
- ジャンルイジ・ジェルメッティ (1990 - 1992)
- ジェームズ・デプリースト (1994 - 1998)
- マレク・ヤノフスキ (2000 - 2006)
- ヤコフ・クライツベルク (2009 - 2011)
- 山田和樹 (2016 - )